# Witenagemot

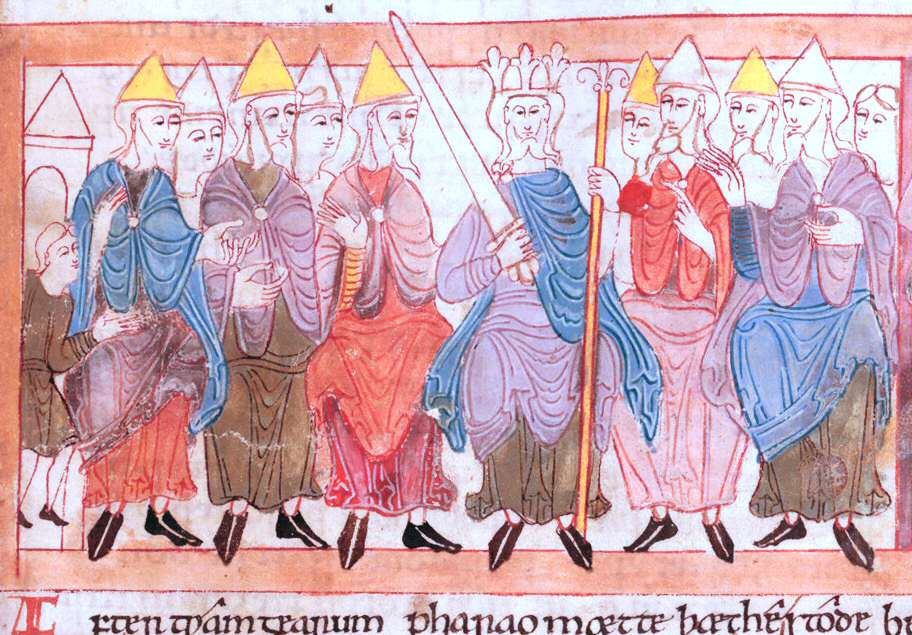
El rey anglosajón con sus witan. Escena del Old English Hexateuch

El Witenagemot (también llamado Witan, título de sus miembros) fue una institución política de la Inglaterra anglosajona que estuvo en vigor entre los siglos VII y XI.
El nombre de "witenagemot" proviene del inglés antiguo y significa asamblea de hombres sabios ("witan", sabio o consejero; "gemot", asamblea). Era la herencia de las antiguas asambleas tribales que después se convirtieron en consejos, donde se reunían las personas más importantes de la zona, entre las cuales se encontraban obispos, abades, nobles y consejeros del rey.

## Historia
El Witan tiene sus orígenes en las asambleas germánicas creadas para vigilar las concesiones reales de tierras. Antes de la unificación de Inglaterra en el siglo IX, varios de sus miembros eran convocados por los reyes de Essex, Kent, Mercia, Northumbria, Sussex y Wessex. Incluso después de que este último se convirtiese en el reino dominante, los witans siguieron reuniéndose hasta 1065.
Convocados por el rey (y más tarde por el jarl local), los witans aconsejaban sobre la administración y organización del reino, tratando temas como impuestos, jurisprudencia y seguridad, y su apoyo era necesario para nombrar rey. El nuevo monarca podía ser cualquiera, no necesariamente un descendiente del anterior mandatario. Tanto los reyes como los jarls podían ser cesados por un witenagemot. De hecho, Sigeberht de Wessex fue cesado en 755, y poco después, en 765, Alhredo de Northumbria.
El witenagemot precedió en algunos aspectos al parlamento, pero tenía poderes diferentes y mayores limitaciones, tales como falta de organización, procedimientos o lugar de encuentro. El rey tenía un papel similar al del actual presidente. Por tanto, los witans eran una especie de control real, evitando la autocracia y siendo el gobierno en funciones entre la muerte de un rey y el nombramiento del siguiente.
Los witans se reunían al menos una vez al año, aunque generalmente más a menudo. Al igual que la corte, no tenían una sede fija; seguían al monarca allá donde estuviese. Se conocen 116 lugares en los que se reunieron, entre ellos, Amesbury, Cheddar, Gloucester, Winchester o Londres. Los puntos de encuentro eran normalmente sedes reales, aunque a veces eran convocados en prados, colinas o junto a árboles famosos.
La asamblea más famosa de witenagemot se celebró el 5 de enero de 1066, cuando Harold II fue proclamado heredero al trono a la muerte de Eduardo el Confesor.
El witenagemot desapareció tras la conquista normanda de Inglaterra en 1066, siendo reemplazado por la Curia Regis o corte real. Sin embargo, y como ejemplo de la larga herencia del witenagemot, la curia regis fue llamada witan por los cronistas de la época hasta el siglo XII.